# 米特坎普 (北卡羅萊納州)
米特坎普（英語：Meat Camp）是位於美國北卡羅萊納州沃托加縣的非建制地區。

## 歷史
米特坎普的郵局於1860年設立，其後於1943年停運。

## 地理
米特坎普所處的海拔為高於海平面1037米（即3402英呎），而該地所採用的時區為UTC-5，即北美东部时区（EST）。同時該地設有夏令時間，為UTC-5調快一小時，即UTC-4（EDT）。